# Арутюнян, Владимир Микаелович
Владимир Микаелович Арутюнян (арм. Վլադիմիր Միքայելի Հարությունյան; 30 августа 1940, Ереван — 11 октября 2022, Ереван) — советский и армянский радиофизик, доктор физико-математических наук, профессор, член-корреспондент АН АрмССР (1990), действительный член АН Армении (1996). Заслуженный деятель науки Республики Армения. Лауреат Премии Президента Республики Армения.

## Биография
Родился 30 августа 1940 года в Ереване, Армянская ССР.
С 1959 по 1964 год обучался в Киевском политехническом институте. С 1964 по 1967 год — в аспирантуре Института радиофизики и электроники АН АрмССР.
С 1967 года — на научно-исследовательской работе в Институте радиофизики и электроники АН АрмССР в должностях: научный сотрудник и старший научный сотрудник, с 1974 по 1988 год — руководитель научно-исследовательской радиофизической лаборатории. Одновременно с научной занимался и педагогической работой в Ереванском государственном университете, с 1977 года являясь заведующим кафедрой радиофизики и с 1981 года одновременно являясь профессором этого университета.
Одновременно с основной деятельностью являлся председателем Государственного комитета науки Республики Армении и с 1992 года — главным редактором научного журнала АН Армении «Физика».

### Научно-педагогическая деятельность и вклад в науку
Основная научно-педагогическая деятельность В. М. Арутюняна была связана с вопросами в области электроники, радиофизики и электрохимии, физики и фотоэлектрохимии полупроводников, химических сенсоров, технологии микроэлектронных приборов и полупроводников. В. М. Арутюнян являлся иностранным действительным членом РАЕН, действительным членом Армянской инженерной академии и член-корреспондентом Международной академии «Арарат» в Париже.
В 1967 году защитил кандидатскую диссертацию, в 1979 году — диссертацию на соискание учёной степени доктора физико-математических наук. В 1981 году ему присвоено учёное звание профессор. В 1990 году он был избран членом-корреспондентом АН АрмССР, в 1996 году — действительным членом НАН Армении. В. М. Арутюняном было написано более двухсот научных работ, в том числе тридцать монографий и научных статей опубликованы в ведущих научных журналах.
Скончался 11 октября 2022 года.

## Награды и звания
- Медаль Анании Ширакаци
- Заслуженный деятель науки Республики Армения
- Премия Президента Республики Армения[3]